# Abdurahman Yousef
Abdurahman Yousef (Arabic:عبد الرحمن يوسف) (sinh ngày 28 tháng 8 năm 1993) là một cầu thủ bóng đá người Các Tiểu vương quốc Ả Rập Thống nhất. Hiện tại anh thi đấu cho Al Dhafra.